# Георги Гагов
Георги Иванов Гагов е български юрист, политик и общественик.

## Биография
Роден е през 1863 или 1864 г. в село Паталеница, област Пазарджик. През 1891 г. завършва висшето си образование с докторат по право в Карловия университет в Прага. След завръщането си в България започва професионалната си кариера на юрист – нотариус към Варненското окръжно съдилище. В периода 1894 – 1895 г. е окръжен управител на Пазарджик. Той е активен деец и лидер на Прогресивнолибералната партия в Пазарджик. В изборите за X обикновено народно събрание, проведени на
25 април 1899 г. той, заедно с Константин Величков и Велчо Т. Велчев е включен в листата на Прогресивнолибералната партия, но изборите са спечелени от кандидатите на управляващата Либерална коалиция.
След излизането на Възванието към българските земеделци, написано от Цанко Церковски, през ноември – декември 1899 г. започва процес на основаване на земеделски дружби. На 6 декември 1899 г. в Паталеница се създава първата в Пазарджишкия окръг земеделска дружинка, а на 22 декември 1899 г. в Пазарджик е създадена Пазарджишката околийска земеделска дружина. Избрано е и околийско настоятелство, в което Георги Гагов е секретар.
Избран е за народен представител в XII обикновено народно събрание (април 1902 – март 1903) и в V велико народно събрание (юни – юли 1911).
Участва в Първата световна война като запасен поручик, член на Моравски полеви военен съд. За отличия и заслуги през втория период на войната е награден с орден „За военна заслуга“, V степен.
В Пазарджик е дългогодишен адвокат, градски съветник, председател на училищното настоятелство. След 9 юни 1923 г. преминава в редиците на Демократическия сговор. Умира на 17 май 1925 г. в Пазарджик.
Съпругата му Стоянка Гагова завършва гимназия в Одеса. Тя е една от председателките на женското благотворително дружество „Просвета“. От брака им се раждат 9 деца (4 момчета и 5 момичета): Петър, Ксения, Мария, Анастасия, Катерина, Лина, Ангел, Иван и Димитър.